# Pachybracon fortipes
Pachybracon fortipes är en stekelart som beskrevs av Cameron 1908. Pachybracon fortipes ingår i släktet Pachybracon och familjen bracksteklar. Inga underarter finns listade i Catalogue of Life.